# كيفن تومسون
كيفن تومسون (24 ديسمبر 1971 في المملكة المتحدة - ) (بالإنجليزية: Kevin Thomson)‏ هو لاعب كريكت بريطاني. شارك مع منتخب اسكتلندا الوطني للكريكت.

## وصلات خارجية
- كيفن تومسون على موقع إي آس بي آن كريك إنفو (الإنجليزية)